# Мировая серия 2015
Мировая серия 2015 года (англ. 2015 World Series) — решающая серия игр Главной лиги бейсбола в сезоне 2015 года, в которой встречались победитель Национальной лиги «Нью-Йорк Метс» и чемпион Американской лиги «Канзас-Сити Роялс». Серия проходила в формате из семи игр до четырёх побед. Преимущество поля имел клуб из Канзас-Сити, так как в матче всех звёзд победу одержала команда Американской лиги. Первая игра серии прошла 27 октября, а последняя, пятая игра, состоялась 1 ноября 2015 года. В серии «Роялс» одержали победу над «Метс» в пяти матчах. Роялс стали первой командой после «Окленд Атлетикс» 1989 года, которая сумела выиграть Мировую серию после проигрыша в предыдущем году. Также эта Мировая серия стала первой с 2010 года, когда матчи проходили в ноябре.

## Статистика
| Игра | Дата          | Результат                                  | Место проведения | Время | Посещаемость |
| ---- | ------------- | ------------------------------------------ | ---------------- | ----- | ------------ |
| 1    | 27-28 октября | Нью-Йорк Метс — 4, 5 Канзас Сити Роялс — 5 | Кауффман-стэдиум | 5:09  | 40 320       |
| 2    | 28 октября    | Нью-Йорк Метс — 1, 5 Канзас Сити Роялс — 7 | Кауффман-стэдиум | 2:54  | 40 410       |
| 3    | 30 октября    | Канзас Сити Роялс — 3, Нью-Йорк Метс — 9   | Сити-филд        | 3:22  | 44 781       |
| 4    | 31 октября    | Канзас Сити Роялс — 5, Нью-Йорк Метс — 3   | Сити-филд        | 3:29  | 44 815       |
| 5    | 1-2 ноября    | Канзас Сити Роялс — 7, Нью-Йорк Метс — 2   | Сити-филд        | 4:15  | 44 859       |

## Телевизионные рейтинги
| Игра | Рейтинг (домохозяйства) | Доля (домохозяйства) | Американская аудитория (в миллионах) |
| ---- | ----------------------- | -------------------- | ------------------------------------ |
| 1    | 9.0                     | 17                   | 14,94                                |
| 2    | 8.3                     | 12                   | 13,72                                |
| 3    | 9.07                    | 15                   | 13,20                                |
| 4    | 9.29                    | 11                   | 13,58                                |
| 5    | 11.66                   | 13                   | 17,20                                |